# György Kurtág
György Kurtág (n. 19 februarie 1926, Lugoj, județul interbelic Severin) este un compozitor de origine maghiară din România, emigrat în Ungaria, laureat al Premiului Muzical Ernst von Siemens în anul 1998.

## Date biografice
György Kurtág s-a născut la Lugoj, în regiunea Banat, România.  Părinții săi sunt de origine maghiară. El a devenit cetățean maghiar în 1948, după ce s-a mutat la Budapesta în 1946.  De la vârsta de 14 ani ia lecții de pian de la Magda Kardos și studiază compoziție cu Max Eisikovits la Timișoara. După sfârșitul celui de-al doilea război mondial Kurtág se stabilește la Budapesta. Acolo  începe studiile la Academia de Muzică Franz Liszt unde și-a întâlnit soția, Márta Kinsker, precum și pe compozitorul György Ligeti cu care a devenit un prieten apropiat. Profesorul său de pian de la academie era Pál Kadosa. A studiat compozitia cu Sándor Veress și Ferenc Farkas, muzica de camera cu Leó Weiner și teoria cu Lajos Bárdos. A absolvit pianul și muzica de cameră în 1951, înainte de a obține diploma de compozitie, în 1955.
După revoluția maghiară din 1956, perioada lui Kurtág de la Paris, între 1957 și 1958, a avut o mare importanță pentru el. Aici el a studiat cu Max Deutsch, Olivier Messiaen și Darius Milhaud. Totuși, în acest timp, Kurtag suferea de o depresie severă, spunând: "Mi-am dat seama cu disperare că nimic din ceea ce credeam că a constituit lumea nu a fost adevărat...". Kurtág a făcut terapie cu Marianne Stein - o întâlnire care l-a revitalizat pe compozitor și l-a stimulat puternic în dezvoltarea sa artistică.  În această perioadă, a descoperit lucrările lui Anton Webern și piesele lui Samuel Beckett. Cvartetul de coarde pe care l-a compus în 1959 după întoarcerea sa la Budapesta marchează acest punct de cotitură; el se referă la această piesă ca și cum ar fi Opus 1. A dedicat-o terapeutei sale, Stein. 
În perioada 1958-1963, Kurtág a lucrat la Liceul de muzică Béla Bartók din Budapesta. Între anii 1960-1980 a fost corepetitor pentru soliștii de la Filarmonica Națională a Ungariei. Din anul 1967 a fost asistentul pianistului Pál Kadosa la Academia de Muzică, iar în anul următor a fost numit profesor de muzică de cameră, post pe care l-a deținut până la ieșirea la pensie în 1986, dar a continuat să predea la Academie până în 1993.
Reputația internațională a lui Kurtág a început cu Mesajele defunctei domnișoare RV Troussova, pentru soprană și ansamblu de cameră, care a avut premiera la Paris în 1981. De la începutul anilor 1990, a lucrat în străinătate tot mai mult: a fost compozitor rezident al Filarmonicii din Berlin (1993-1995) și la Societatea Viena Konzerthaus (1995).  Apoi, a locuit în Olanda (1996-98) și din nou la Berlin (1998-99) în urma invitației din partea Ensemble InterContemporain, Cité de la Musique și Festival d'Automne de la Paris (1999-2001). György Kurtág și soția sa au locuit în apropiere de Bordeaux între anii 2002-2015, când s-au mutat înapoi în Budapesta.
Începând cu anii '90 a lucrat tot mai mult în afara Ungariei, la Filarmonica din Berlin (1993-1994), la Viena Konzerthaus (1995), în Olanda (1996-1998), din nou la Berlin (1998-99) și la Paris la invitația Ansemblului Intercontemporan, Cité de la Musique și al Festivalului d’Automne.

## Muzica
Compozițiile lui Kurtág de dinainte de Stele, op. 33 (compusă pentru Filarmonica din Berlin și Claudio Abbado ), constau în mare parte din muzică vocală solistică și corală, precum și muzică instrumentală ce variază de la piese solo până la lucrări pentru ansambluri de cameră de dimensiuni tot mai mari. Multe dintre aceste compoziții sunt alcătuite din mai multe părți foarte scurte. Kafka-Fragments, de exemplu, este un ciclu de cântece de aproximativ 55 de minute pentru soprană și vioară solo, alcătuit din 40 de părți scurte, care sunt extrase din scrierile, jurnalele și scrisorile lui Franz Kafka . Muzicologul Tom Service scrie că muzica lui Kurtág "... implică reducerea muzicii la nivelul fragmentului, momentului, cu piese sau părți individuale care durează doar câteva secunde sau un minut, poate două".  Cea mai extremă lucrare dintre toate, este lucrarea pentru pian "Flowers We Are, Mere Flowers" din volumul opt, Játékok ("Jocuri"), care este compusă doar din doar șapte note.  Din cauza acestui interes crescut pentru miniaturi, muzica lui Kurtág este adesea comparată cu cea a lui Anton Webern.
În plus, spațiul joacă un rol important în multe dintre lucrările lui Kurtág. ... quasi una fantasia ..., ce a avut premiera în 1988 la Festivalul de la Berlin, este prima compoziție în care el explorează ideea conform căreia muzica cuprinde și publicul din punct de vedere spațial. De la Stele a compus o serie de lucrări la o scară mai largă, cum ar fi Mesajele Op. 34 și Mesaje noi Op. 34a, pentru orchestră, concertul dublu ... concertante ... Op. 42 și 6 Moments musicaux Op. 44, pentru cvartet de coarde. Prima operă a lui Kurtág,Samuel Beckett: Fin de partie. Scènes et monologues, opéra en un acte, se bazează pe Endgame a lui  Samuel Beckett și a avut premiera la La Scala pe 15 noiembrie 2018,  opt ani după comanda inițială.
Kurtág ține adesea cursuri de măiestrie pentru muzică de cameră și are concerte alături de soția sa, Márta. Cuplul cântă o selecție, mereu reînnoită, de piese pentru pian la două și patru mâini din colecția de nouă volume Játékok a lui Kurtág, precum și diferite transcrieri.
Majoritatea lucrărilor lui Kurtág sunt publicate de către Editio Musica Budapest, câteva de către Universal Edition, Viena, iar altele de Boosey & Hawkes, Londra.

## Recunoaștere pe plan internațional
Kurtág a primit numeroase premii, printre care și cel de ofițer în cadrul Ordre des Arts et des Letts în 1985, Premiul Kossuth al guvernului maghiar pentru munca sa, în 1973, iar din 1996, premiul austriac, "Ehrenzeichen" și Premiul pentru muzică Ernst von Siemens în 1998. De asemenea, Kurtág este membru al Academiei Bavareze de Arte Plastice din München și al Akademie der Künste din Berlin (ambele din 1987) și a fost numit un membru onorific al Academiei Americane de Arte și Litere în 2001. În 2006, a primit Premiul Grawemeyer pentru compoziția sa ... concertante ... op. 42 pentru vioară, violă și orchestră.
A primit premiul " BBVA Foundation Frontiers of Knowledge" la categoria "Muzică contemporană" în 2014 și în opinia juriului, el deține o "intensitatea expresivă rară". „Dimensiunea beletristică (de roman) a muzicii sale [...] nu se află în materialul pe care îl folosește ci în spiritul său, autenticitatea limbii sale, precum și modul în care traversează granițele dintre spontaneitate și reflecție, între formalism și exprimare.“   
Invitat de către Walter Fink, el a fost cel de-al 14-lea compozitor prezent la analul Komponistenporträt al Festivalului Rheingau Musik din 2004. Ensemble Modern și numeroși soliști au interpretat lucrările sale op. 19, op. 31b și op. 17. Cu ocazia aniversării a 80 de ani, în februarie 2006, Centrul de Muzică din Budapesta l-a onorat pe György Kurtág prin prisma unui festival în orașul său natal. Edițiile aceluiași an de la Musikfest Berlin, Vienna modern , Festivalul Holland și Festival d’Automne in Paris au dedicat programe speciale în cinstea lui György Kurtág.